# Drosophila disjuncta
Drosophila disjuncta är en tvåvingeart som beskrevs av Elmo Hardy 1965. Drosophila disjuncta ingår i släktet Drosophila och familjen daggflugor.
Artens utbredningsområde är Hawaii.